# Marktbearbeitung
Unter Marktbearbeitung (englisch market cultivation) versteht man im Marketing sämtliche Maßnahmen, einen Markt hinsichtlich anderer Marktteilnehmer und Marktvolumen bestmöglich mit Produkten/Dienstleistungen zu versorgen.

## Allgemeines
Die Unternehmen als Anbieter müssen durch geeignete Marketing-Maßnahmen dafür sorgen, dass ihre Produkte/Dienstleistungen auf dem relevanten Markt verkauft werden können. Hierzu müssen sie Strategien entwickeln, die als Marktbearbeitungsstrategien bekannt sind. Diese Marktstrategien haben zum Ziel, die Bedürfnisse der durch Marktanalyse identifizierten Kundengruppen zu ermitteln und mit den entsprechenden Produkte/Dienstleistungen zu befriedigen. Die Marktbearbeitung zielt auf eine systematische Pflege der Absatzmärkte durch Einsatz von Marketinginstrumenten ab und dient der Markterschließung, Marktentwicklung, Marktdurchdringung und Marktausschöpfung. Dabei sind alle zur Verfügung stehenden Mittel so konzentriert einzusetzen, dass die höchst mögliche Wirkung am Markt erzielt wird.

## Arten
Man unterscheidet zwei hauptsächliche Marktbearbeitungsstrategien, und zwar die undifferenzierte und differenzierte Marktbearbeitung. Die undifferenzierte Marktbearbeitung (Marktunifizierung) geht von der Annahme eines weitgehend homogenen Marktes aus und ignoriert Unterschiede zwischen den einzelnen Marktsegmenten. Sie bietet den Nachfragern Standardprodukte an. Beispiel für diese Strategie ist das Angebot von Schmierseife. Diese Seife kann zum Reinigen des Fußbodens, zum Waschen von Autos, Geschirr oder Wäsche sowie zur Bekämpfung von Blattläusen verwendet werden.
Die differenzierte Marktbearbeitung (Marktsegmentierung) betrachtet dagegen die Teilmärkte als heterogene Absatzgebiete, berücksichtigt ihre individuellen Unterschiede und  geht zielgruppenorientiert vor. Sämtlichen identifizierten Marktsegmenten wird ein nachfrageorientiertes Produkt unterbreitet. Bei der produktbezogenen Vorgehensweise wird ermittelt, welche Produkte auf dem Markt fehlen. Die fehlenden Produkte werden dann bis zur Marktreife entwickelt. Diese Strategie ist beispielsweise auf dem Waschmittelmarkt zu erkennen, wo es für jeden Zweck das passende Waschmittel als Pulver oder in flüssiger Form (Vollwaschmittel, Colorwaschmitel, Feinwaschmittel, Waschmittel für weiße oder schwarze Wäsche, Wollwaschmittel, Ökowaschmittel usw.) gibt. Da bei dieser Strategie eine Vielzahl von unterschiedlichen Produkten entwickelt und hergestellt werden muss, ist sie nur für Großunternehmen interessant.
Bei der selektiv differenzierten Marktbearbeitung können auch kleine und mittlere Unternehmen versuchen, nicht alle Marktsegmente abzudecken (wie bei der differenzierten Marktbearbeitung), sondern sich auf ausgewählte Segmente konzentrieren. So forschen nicht alle Pharmaunternehmen auf sämtlichen medizinischen Indikationsgebieten, sondern wählen einzelne Gebiete aus (etwa Herz-Kreislauf-Erkrankungen, Schmerzkrankheiten). Damit begrenzen sie einerseits die Forschungs- und Entwicklungskosten und konzentrieren sich andererseits auf die Grundlagenforschung und angewandte Forschung in den ausgewählten Teilgebieten.
Bei der konzentrierten Marktbearbeitung fokussiert sich ein Unternehmen nur auf ein Produkt und versucht bei diesem, Marktführer oder Technologieführer zu werden. So kann sich beispielsweise ein Heizungsbauer aus den verschiedenen Heizungsarten für die Pelletheizung entscheiden und konzentriert seine Forschung und Entwicklung ausschließlich auf diese Heizungsart.

## Marktbearbeitungsstrategien
Es gibt folgende Marktbearbeitungsstrategien:
| Undifferenzierte Marktbearbeitungsstrategie           | Konzentrierte Marktbearbeitungsstrategie            | Differenzierte Marktbearbeitungsstrategie                                             |
| ----------------------------------------------------- | --------------------------------------------------- | ------------------------------------------------------------------------------------- |
| Massenmarkt einheitliches Angebot für alle Nachfrager | Nischenmarkt spezielles Angebot für eine Zielgruppe | Klassenmarkt (multipler Nischenmarkt) spezielle Angebote für verschiedene Zielgruppen |

Die Verfolgung der Marktbearbeitungsstrategien bedarf der Marktanalyse, Marktbeobachtung und Marktforschung.

## Marktdurchdringung
Ergebnis der Marktbearbeitung ist die Marktdurchdringung. Diese betriebswirtschaftliche Kennzahl kann jeder Anbieter als Verhältnis zwischen den erzielten Umsatzerlösen und dem vorhandenen Marktpotenzial für sich ermitteln:
{\displaystyle {\text{Marktdurchdringung}}={\frac {\text{Umsatzerlöse}}{\text{Marktpotenzial}}}\times 100}
Der Grad der Marktdurchdringung (auch als Marktpenetration bezeichnet) zeigt an, inwieweit ein Anbieter seine Umsatzmöglichkeiten bereits ausgeschöpft hat. Je niedriger die Umsatzerlöse zum vorhandenen Marktpotenzial sind, umso mehr Marktbearbeitung ist erforderlich und umgekehrt.